# Шандор Геце
Шандор Геце (мађ. Gőcze Sándor) Он је био мађарски фудбалер, репрезентативац и тренер. Играо је на позицији крилног нападача. У пензију је отишао као шеф одељења у мађарској компанији Гепђар.

## Каријера
Геце је започео играње фудбала у месној нижелигашкој екипи Таполца, након чега је наставио каријеру у Хајмаскеу. Током Другог светског рата, потписао је уговор са клубом Ђер, где је и завршио каријеру 1953. 
године.
За фудбалску репрезентацију Мађарске је одиграо само две утакмице и то обе у оквиру Централноевропског купа и 1048. године и постигао је један гол.
По завршетку играчке каријере тренирао је неколико клубова у округу Ђер Шопрон. Био је главни тренер у Капувару и тиму МОТИМ ТЕ у Мошонмађаровару.